# Łubianka (Mazovie)
Pour les articles homonymes, voir Łubianka.
Łubianka [wuˈbjaŋka] est un village polonais de la gmina de Sochaczew dans le powiat de Sochaczew et dans la voïvodie de Mazovie.
Il est situé approximativement à 4 kilomètres au nord de Sochaczew et à 53 kilomètres à l'ouest de Varsovie.